# Popolocrois
PoPoLoCrois (jap. ポポロクロイス物語, Poporokuroisu monogatari) ist eine Videospielreihe, die auf der gleichnamigen, japanischen Manga-Reihe von 1978 basiert, wobei die verschiedenen Titel für Playstation, Playstation 2 und PSP erschienen sind. Der Manga wurden zweimal als Anime-Serie verfilmt.
In Europa ist zumeist nur die PSP-Version bekannt, da alle vorigen Teile ausschließlich in Japan erschienen sind.
Das Wort popolocrois ist ein Mix aus den Worten popolo und crois, die ihre Ursprünge sowohl im italienischen (popolo = Leute, Menschen) sowie im französischen (crois = kreuzen) haben.

## Spiele und Veröffentlichungsdaten
- Popolocrois Monogatari ( 12. Juli 1996)
- Poporogue ( 26. November 1998)
- Popolocrois Monogatari II ( 27. Januar 2000)
- Popolocrois: Hajimari Bōken ( 20. Juni 2002)
- Popolocrois: Tsuki no Okite no Bōken ( 18. März 2004)
- PoPoLoCrois (PSP) ( 10. Februar 2005,  19. Mai 2005,  6. Dezember 2005,  16. Juni 2006,  30. Juni 2006)

## Gameplay
Das Spiel besteht aus dem Erfüllen von bestimmten Missionen sowie dem Erkunden der Spielwelt.
Die Kämpfe sind rundenbasiert und erscheinen zufällig, ähnlich wie bei Final Fantasy Tactics. Wenn einer der Charaktere seinen Zug beginnt, kann er sich auf einer begrenzten Fläche bewegen, um den Feind frontal oder von hinten zu attackieren.

## Handlung
Die Hauptfigur der Spieleserie ist Pietro, der Prinz des Königreiches Popolocrois. Das erste Spiel, Popolocrois Monogatari, beginnt in der Nacht zu Pietros 10. Geburtstag, als er feststellt, dass seine Mutter, die ihm für tot erklärt wurde, im Tiefschlaf liegt, aus dem sie nicht erwacht. Pietro macht sich auf den Weg mit der Waldhexe Narcia um die Seele seiner Mutter aus der Unterwelt zu erretten.
Dies ist nur der Beginn der Popolocrois-Geschichte, auf den die anderen Spiele aufbauen, die aber von der Geschichte her keinen Zusammenhang haben.
Das zweite Spiel, PoPoRoGue (Popolocrois + Epilogue; ポポローグ Poporōgu), erzählt von dem inzwischen 12-jährigen Pietro, der sich aufmacht, seinen Vater aus der Umfesselung des Bösen zu befreien.
Das dritte Spiel, Popolocrois Monogatari II, erzählt von dem 15-jährigen Pietro, der mit Narcia und anderen Charakteren aufbricht, die Welt von der mysteriösen Macht zu befreien, die droht, die Welt zu zerstören.
Der PSP-Ableger (jap. Popolocrois Monogatari: Pietro no Ōji no Bōken (ポポロクロイス物語 ピエトロ王子の冒険)) ist eine Kombination aus dem 1. und 3. Spiel sowie einem neuen Szenario. Dies wird als eigenständige „Bücher“ gehandelt.

## Figuren
- Pietro Pakapuka, die Hauptfigur des Spieles, beginnt sein Abenteuer im Alter von 10 Jahren und wird älter, je weiter die Geschichte voranschreitet. Der Kronprinz von Popolocrois trägt grüne Kleidung mit einem Anhänger, der das Emblem der königlichen Familie zeigt. Im Alter von 15 Jahren hat sich sein Kleidungsstil dahingehend geändert, dass er ein goldenes Diadem, einen weißen Umhang und Kleidung, die eher wie eine Uniform aussieht, trägt. Er ist sehr sorgsam und schätzt Freundschaften sehr. Pietro hat seit dem ersten Treffen ein Auge auf Narcia geworfen. Pietro findet heraus, dass in ihm ein Teil der Drachenseele verinnerlicht ist, die er von seiner Mutter, Königin Sania, vererbt bekommen hat.
- Narcia ist eine Waldhexe, die bei ihrer Stiefmutter, ebenfalls Waldhexe, in Lehre ist und Pietro das gesamte Abenteuer hindurch hilft. Narcia ist komplett in pink gekleidet. Zu Beginn des Spieles wird sie als schüchtern und zurückhaltend beschrieben, doch mit dem Zusammentreffen mit Pietro verändert sich ihr Charakter. Sie hat sich in den Prinzen verliebt und ist oft energisch darauf bedacht, ihn zu schützen. Später stellt sich heraus, dass sie eine Fee ist, was ihren zweizipfeligen Hut erklärt, unter dem sie ihre Antennen versteckt hat.
- Kai ist Narcias Alter Ego, in das sie sich verwandelt, sobald sie in Kontakt mit Salzwasser kommen könnte. Guilda, ihre Stiefmutter, erklärte ihr, dass sie sterben werde, wenn sie als Waldhexe mit Salzwasser in Berührung komme. Guilda gab Narcia den Schatz der Waldhexen, einen goldenen Schlüssel, womit es ihr möglich ist, sich in einen Menschen, Kai, zu verwandeln. Sie kann ihr Geheimnis einige Zeit vor Pietro und dem Weißen Ritter geheim halten, doch durch einen unglücklichen Zufall offenbart sie später ihre wahre Persönlichkeit.
- Don & Gon sind Soldaten, die von Pietros Vater ausgesandt wurden, seinem Sohn bei seinem Vorhaben zu beschützen. Doch sie sind sehr feige und bereits bei dem kleinsten Anzeichen von Gefahr ergreifen sie die Flucht. Sie sind keine Brüder, obwohl man dies zuerst annimmt.
- Der Weiße Ritter ist lediglich unter diesem Pseudonym bekannt und der richtige Name ist unklar. Er trifft im Laufe des Spieles auf Pietro und Narcia und bleibt bei ihnen bis zum Ende des ersten Spieles bzw. Buches. Danach erscheint er wieder, als Pietro, Don und Gon in die Mine nach Pasela gehen, um den dortigen Drachen zu erlegen. Später verlässt er die Gruppe, als sich ein Babydrache ihn als Mutter ausgesucht hat, um diesen im Land der Drachen ein neues zu Hause finden zu lassen.
- GamiGami Devil ist ein etwas unausgeglichener Zwerg, der weder lesen noch schreiben kann, dafür aber ein technisches Genie ist, das Roboter und riesengroße Städte baut und schmieriges Essen liebt. Er hat eine Abneigung Pietro und seiner Familie gegenüber ist dafür aber wahnsinnig in Narcia verknallt, die seine Liebe jedoch nicht erwidert. Im dritten Spiel bzw. dritten Buch, kidnappt er Jilva und lässt sie Rollenspiele als Narcia verkleidet spielen. Später erkennt auch er, dass Narcia Kai ist. In Kai ist er jedoch nicht verliebt. Keiner weiß warum.
- Königin Sania Pakapuka ist Pietros Mutter. Sie ist ein Drache in Menschengestalt. Sania stirbt, als Maira Besitz über ihren Körper ergreift. Königin Sanias Vater ist der Große Drache.
- Kimendoji ist ein typischer Samurai, den Pietro, Narcia und GamiGami Devil auf Sword Mountain treffen, während sie Pietros Vater suchen, der zu diesem Zeitpunkt der Dark Lion King ist. Er unterstützt die Gruppe im Kampf und verlässt sie dann wieder für drei Jahre, nachdem der Dark Lion King vernichtet wurde und Pietros Vater von der bösen Macht befreit wurde. Er kehrt zurück, als Pietro und Narcia herausfinden wollen, wo die Kinder nach dem Besuch eines bestimmten Zirkus verschwunden sind. Trotz seiner Erscheinung hat Kimendoji Angst vor Hundewelpen.
- Jilva ist eine Prinzessin, die in Roma lebt, dem Land der Musik. Sie ist sehr extrovertiert und direkt und benimmt sich wie ein pubertierendes Mädchen. Sie verliebt sich in Pietro, als sie erfährt, dass dieser der Held von Popolocrois ist.
- Leona erscheint in dem Spiel zuerst als schwarzer Tiger, der von dem Zirkus gefangen gehalten wird. Sie verwandelt sich in ihre menschliche Form zurück, als Pietro und seine Freunde den Zirkuschef töten, der ein Handlanger von Maira ist. Sie ist sehr stark und geschickt im Umgang mit Pfeil und Bogen. Außerdem kann sie mit Tieren sprechen, was eine Fähigkeit ist, die sie von ihrer Mutter vererbt bekommen hat. Sie ist verliebt in den Weißen Ritter.
- Gabo ist ein winziger Babydrache, der den Weißen Ritter als seine Mutter auserkoren hat. Er ist ein sehr unterentwickelter Charakter mit wenig Hitpoints und sehr schwachen Attacken. Doch im Laufe des Spiels gibt es mehrere Möglichkeiten, durch versteckte Nebenmissionen Spezialfertigkeiten zu erlangen. Gabo weiß nicht, dass Pietro seine Mutter, den Erddrachen, getötet hat.
- Eisdämon (Ice Demon) war einst der Herrscher des Nordlandes und Meister der Eismagie. In der Vergangenheit attackierte er Popolocrois wurde jedoch von einem Drachen, Pietros Mutter, daran gehindert, die Welt völlig zu zerstören. Er ist der Endgegner des ersten Spiels bzw. Buch I.
- Maira ist der Endgegner im letzten Teil der Spieleserie. Einst war sie die Göttin der Schönheit, doch aufgrund ihres Neides und Hasses auf alles, was schöner ist als sie, wurde sie von ihrem Vater in ein hässliches Monster verwandelt und aus dem Himmel verbannt. Maira schwor Rache gegen ihren Vater, so dass sie einen uralten Dämon, Barbaran, erweckt und mit ihm beinahe die ganze Welt zerstört.

## Anime
Das Spiel wurde von TMS Entertainment unter der Regie von Yōsuke Tamori als Anime-Fernsehserie adaptiert. Die 26 Folgen liefen vom 5. Oktober 2003 bis 28. März 2004 auf TV Tokyo.
Die Hintergrundmusik stammt von Kōichirō Kameyama. Für die ersten 13 Folgen wurde im Vorspann das Musikstück Träumerei (トロイメライ, Toroimerai) und im Abspann Tsuki Sen'ichi Ya (月千一夜) verwendet, beide komponiert, getextet und gesungen von Rurutia. Für die restlichen Folgen wurde im Vorspann Tomodachi no Uta (ともだちの歌) komponiert, getextet und gesungen von Core of Soul verwendet, und im Abspann Sakuramioka (桜見丘) von Local Bus. 